# Награди „Оскар“ (90-а церемония)
Деветдесетата церемония по връчване на филмовите награди „Оскар“ ще се проведе на 4 март 2018 г. в Долби Тиътър в американския град Лос Анджелис. Церемонията ще се излъчи за пореден път по Ей Би Си. Номинациите ще бъдат обявени на 23 януари 2018 г., а самите награди ще се раздадат доста след обичайната си дата в края на февруари, за да се избегне съвпадението им със Зимните олимпийски игри 2018. Джими Кимъл ще се завърне като водещ на церемонията след миналогодишното награждаване, като по този начин ще стане първият, водил две поредни церемонии, от Били Кристъл насам.

## Награди и номинации по категория
| Най-добър филм | Най-добър режисьор |
| --- | --- |
| - Формата на водата - Призови ме с твоето име - Най-мрачният час - Дюнкерк - Бягай! - Лейди Бърд - Невидима нишка - Вестник на властта - Три билборда извън града                                     | - Гийермо дел Торо – Формата на водата - Кристофър Нолан – Дюнкерк - Джордан Пийл – Бягай! - Грета Гарвинг – Лейди Бърд - Пол Андерсон – Дъхът на Фантома                       |
| Най-добра мъжка роля | Най-добра женска роля |
| - Гари Олдман – Най-мрачният час - Тимъти Шаламе – Призови ме с твоето име - Даниъл Дей-Люис – Невидима нишка - Даниел Калууя – Бягай! - Дензъл Уошингтън – Вътрешен град (филм)                      | - Франсис Макдорманд – Три билборда извън града - Сали Хокинс – Формата на водата - Марго Роби – Аз, Тоня - Сърша Ронан – Лейди Бърд - Мерил Стрийп – Вестник на властта        |
| Най-добра поддържаща мъжка роля | Най-добра поддържаща женска роля |
| - Сам Рокуел – Три билборда извън града - Уилям Дефо – Проектът „Флорида“ - Уди Харелсън – Три билборда извън града - Ричард Дженкинс – Формата на водата - Кристофър Плъмър – Всичките пари на света | - Алисън Джени – Аз, Тоня - Мери Джей Блайдж – Mudbound - Лесли Менвил – Невидима нишка - Лори Меткалф – Лейди Бърд - Октавия Спенсър – Формата на водата                       |
| Най-добър оригинален сценарий | Най-добър адаптиран сценарий |
| | |
| Най-добър анимационен филм | Най-добър чуждоезичен филм |
| | |
| Най-добър пълнометражен документален филм | Най-добър късометражен документален филм |
| | |
| Най-добър късометражен игрален филм | Най-добър късометражен анимационен филм |
| | |
| Най-добра филмова музика | Най-добра оригинална песен |
| | |
| Най-добър звуков монтаж | Най-добър звук |
| | |
| Най-добри декори | Най-добра кинематография |
| | |
| Най-добър грим и прически | Най-добри костюми |
| | |
| Най-добър филмов монтаж | Най-добри визуални ефекти |
| | - Блейд Рънър 2049 - Пазителите на Галактиката: Втора част - Конг: Островът на черепа - Междузвездни войни: Епизод VIII - Последните джедаи - Войната за планетата на маймуните |